# Platon Zakharchuk
Platon Platonovich Zakharchuk - em russo Платон Платонович Захарчук (Naberejnye Chelny, 10 de setembro de 1972) é um ex-futebolista russo que atuava como goleiro. Atualmente é auxiliar-técnico do Orenburg.

## Carreira
Jogou a maior parte de sua carreira, iniciada em 1989, no KAMAZ Naberezhnye Chelny, clube de sua cidade natal e pelo qual disputou 204 partidas em 3 passagens. Também teve passagem destacada pelo Rotor Volgogrado, atuando em 66 partidas em 2 temporadas. Defendeu ainda CSKA Moscou (1 jogo em 1992), Lokomotiv (8 partidas), Sokol Saratov e Shinnik Yaroslavl. Aposentou-se em 2008, aos 36 anos.

## Seleção Russa
Zakharchuk, que nunca foi convocado para a Seleção Russa principal, integrou o elenco que disputou a Universíada de Verão de 1995, em Fukuoka, no Japão, conquistando a medalha de bronze.

## Pós-aposentadoria
Em 2011, voltou ao KAMAZ Naberezhnye Chelny como auxiliar-técnico. Desde 2014, exerce a função no Orenburg, clube da Primeira Divisão Russa - que, apesar do nome, é a segunda divisão nacional.